# Listă de scrieri nedescifrate

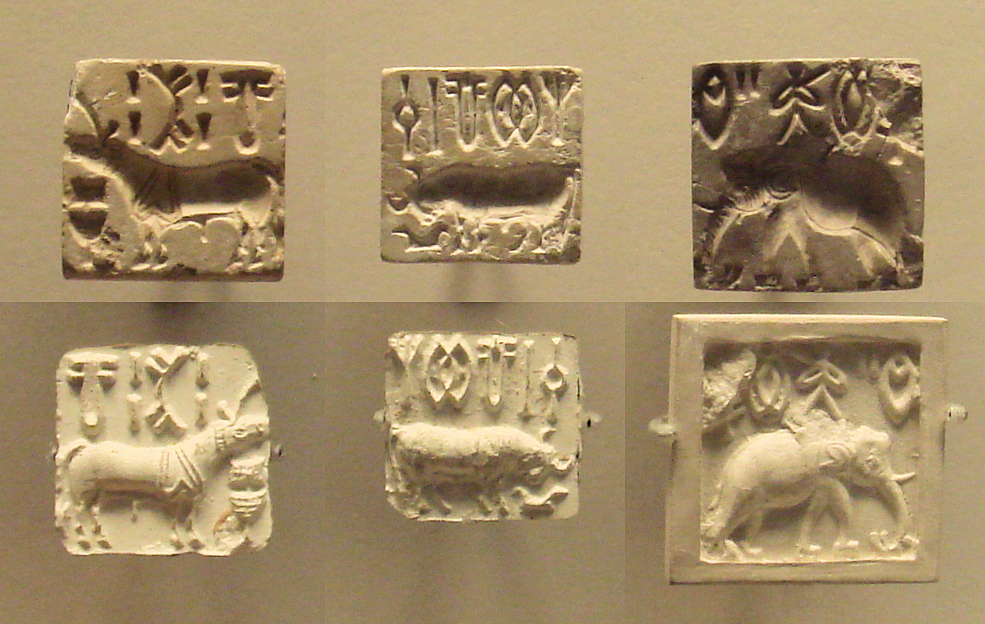
Câteva tăblițe cu scriere harappă, un sistem nedescifrat de scriere din Antichitate

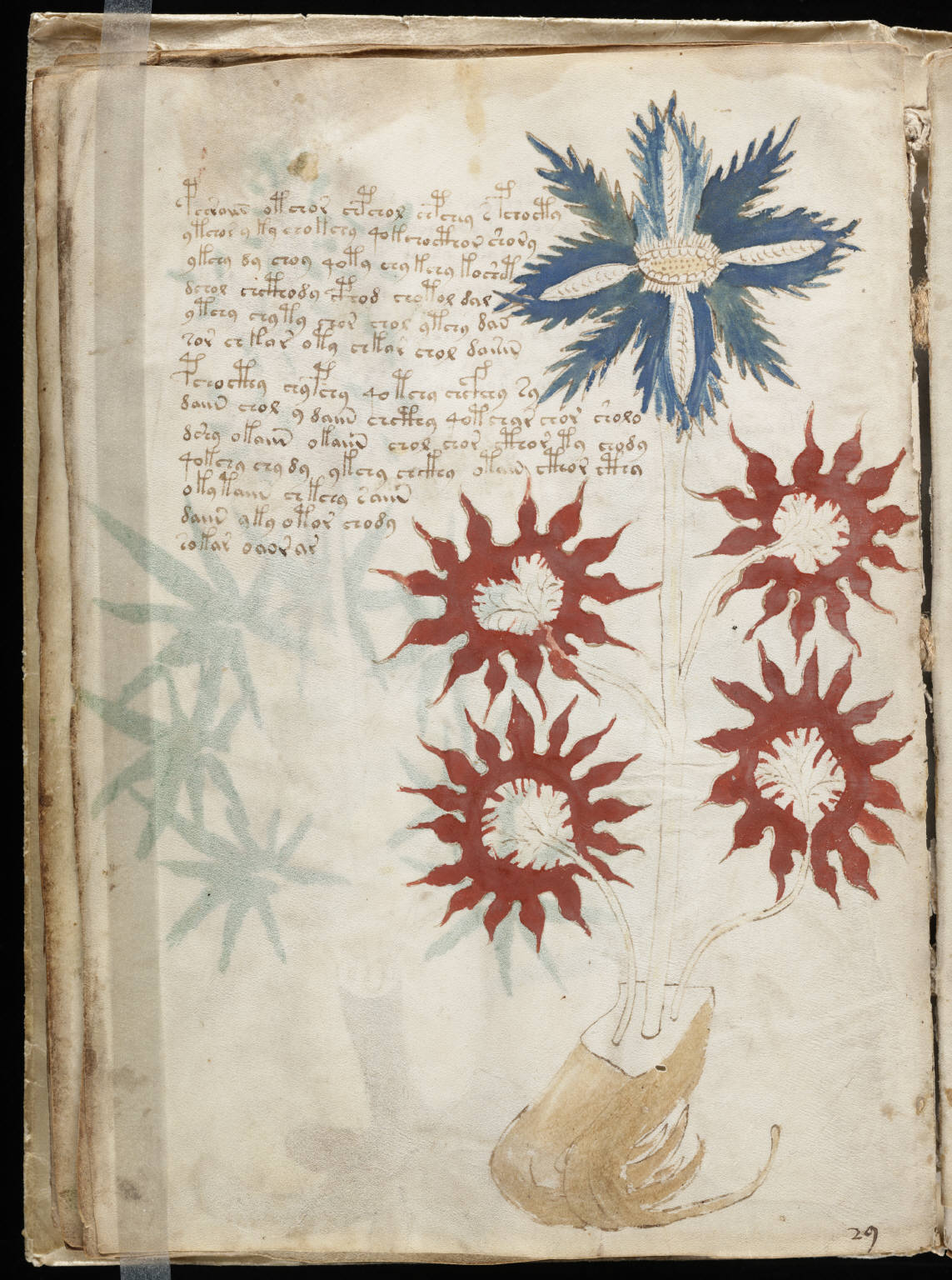
Pagina 32 a Manuscrisului lui Voynich, un manuscris medieval scris cu un sistem de scriere nedescifrat

Un sistem de scriere nedescifrat este o formă scrisă de limbaj care nu este înțeleasă în prezent.
Multe sisteme de scriere nedescifrate datează de câteva mii de ani î.Hr., chiar dacă există câteva exemple mai moderne. Termenul de „sisteme de scriere” e folosit aici în mod vag cu referire la grupuri de glife care par să aibă semnificație simbolică reprezentativă, dar care pot să includă „sisteme” care sunt în mare măsură de natură artistică și, prin urmare, nu sunt exemple de scriere propriu-zisă.
Dificultatea descifrării acestor sisteme poate să apără din lipsa descendenților cunoscuți ai limbii sau din faptul că limbile sunt complet izolate, din faptul că au fost găsite exemple insuficiente de text și chiar (cum ar fi în cazul scrierii vinča) din întrebarea dacă simbolurile sunt sau nu un sistem de scriere. Unii cercetători au susținut că sunt capabili să descifreze anumite scrieri, cum ar fi cele ale textelor epiolmece, Discul din Phaistos sau scrierea harappă; dar până în prezent, aceste afirmații nu au fost acceptate pe scară largă în cadrul comunității științifice sau confirmate de cercetători independenți pentru sistemele de scriere enumerate aici (dacă nu se specifică altfel).

## Protoscrierile
Anumite forme de protoscriere rămân nedescifrate și, din cauza lipsei de dovezi și a descendenților lingvistici, e destul de probabil să nu fie niciodată descifrate.
- Simbolurile Jiahu – Cultura Peiligang, din China, mileniul al VII-lea î.Hr..
- Scrierea vinča – Europa neolitică, din Europa Centrală și de Sud Est, mileniul al VI-lea î.Hr..
- Tăblița Dispilio – Europa neolitică, din Grecia, mileniul al VI-lea î.Hr..
- Simbolurile Banpo – Cultura Yangshao, din China, mileniul al V-lea î.Hr..

## Scrierile din Epoca Bronzului
Următoarea e o listă a scrierilor din Epoca Bronzului (3300 spre 1200 î.Hr.).
- Scrierea harappă – c. 3500 î.Hr..
- Scrierea proto-elamită – Elam, c. 3200 î.Hr..
- Elamita lineară, c. 2200 î.Hr..
- Liniarul A, c. 1900 î.Hr., un silabar.
- Hieroglifele cretane, c. 1900 î.Hr..
  - Se crede că hieroglifele cretane și liniarul A sunt un exemplu al limbii minoice. Mai multe cuvinte au fost decodate din scrieri, dar nu există concluzii certe cu privire la semnificațiile cuvintelor.
- Silabarul cipro-minoic, c. 1500 î.Hr..
- Discul din Phaistos, c. 2000 î.Hr..
- Scrierea Wadi el-Ħôl, c. 1800 î.Hr., probabil un abjad.
- Silabarul Byblos – orașul Byblos, c. 1700 î.Hr..
- Scrierea paleohispanică de sud-vest, c. 700 î.Hr..
- Inscripția Sitovo,[1][2] probabil frigian.[3]

## Scrierile asiatice
- Scrierea harapoà, 3300 spre 1000 î.Hr..
- Scrierile Ba–Shu, secolele al V-lea-al IV-lea î.Hr..
- Inscripția Issyk, Turkestanul și Afganistanul antice.
- Scrierea chitană mare și scrierea chitană mică – chitană, secolul al X- lea, nedescifrat în totalitate.
- Scrierea Kohi – Gandhara, secolele al III-lea î.Hr. spre secolul al VIII-lea d.Hr..
- Scrierea para-lidiană, cunoscută dintr-o singură inscripție găsită în Sinagoga Sardis, c. 400–350 î.Hr..[4]
- Scrierea sidetică – Asia Mică, c. secolele al V-lea spre al III-lea î.Hr..
- Scrierea tujia
- Shankhalipi
- Scrierea harappă târzie
- Inscripția Vikramkhol

## Scrierile mesoamericane
Multe sisteme de scriere mesoamericane au fost descoperite de arheologi. Multe dintre ele rămân nedescifrate din cauza lipsei de cunoaștere a limbilor originale. Aceste sisteme de scriere au fost folosite între 1000 î.Hr și 1500 d.Hr..
- Scrierea olmecă – civilizația olmecă, c. 900 î.Hr., probabil cea mai veche scriere mesoamericană.
- Scrierea epiolmecă, c. 500 î.Hr., aparent o scriere logosilabică.
- Scrierea zapotacă – zapotecă, c. 500 î.Hr..
- Scrierea mixtecă – limba mixtecă, secolul al XIV-lea, de fapt pictografic. Multe dintre elementele pictografice ale scrierii sunt înțelese bine, dar componentele semantice și cele lingvistice sunt mai puțin înțelese.

## Scrierile sud-americane
- Quipu – Imperiul Incaș, secolul al XV-lea, unii cred că ar fi fost un sistem de scriere, dar în general se crede că a fost doar unul pentru consemnarea activităților financiare.

## Scrierile africane
- Monoliții Ikom – Statul Cross River, uneori considerat un precursor antic al lui Nsibidi.
- Inscripțiile antice din Somalia, conform Ministerului Informației și Ghidării Naționale al Somaliei, inscripții pot să fie găsite pe diverse structuri Taalo Tiiriyaad vechi. Acestea sunt movile enorme de piatră găsite în special în nord-estul Somaliei. Printre principalele situri în care se află aceste Taalo se numără Xabaalo Ambiyad din districtul Alula, Baar Madhere în districtul Beledweyne și Harti Yimid în districtul Las Anod.[5]
- Limba numidiană (chiar dacă scrierea, lidico-berberă, a fost descifrată aproape în totalitate, limba nu)
- Scrierea meroitică

## Scrierile pacifice
- Rongorongo – rapa nui, înainte de 1860.

## Scrierile medievale și cele ulterioare
- Piatra Dandaleith
- Inscripția Alekanovo
- Codexul Rohonc
- Piatra Singapore, un fragment dintr-o tăblița de gresie inscripționată cu o scriere sud-east asiatică, poate în javaneza veche sau sanscrită. Cel mult secolul al XIII-lea, și posibil secolul al X-lea spre al XI-lea.
- Manuscrisul lui Voynich, datat cu carbon la secolul al XV-lea.[6]
- Piatra Newton, care e pretinsă de unii savanți ca fiind o falsificare modernă.[7]
- Așa zisa “hamptoneză”, o limbă folosită de artistul James Hampton pentru texte sale potențial religioase.[8]

## Cencepte asemănătoare: texte care nu sunt sisteme de scriere
Un concept foarte asemănător este cel al sistemelor de scriere false, care par să scrie, dar nu sunt. Scrierea falsă nu poate să fie descifrată deoarece nu are sens semantic. Acestea includ în special scrierea asemică creată în scopuri artistice. Un exemplu proeminent este Codex Seraphinianus.
Un alt concept similar este cel al criptogramelor nedescifrate sau al mesajelor cifrate. Acestea nu sunt sisteme de scriere în sine, ci o formă deghizată a unui alt text. Desigur, orice criptogramă este intenționată a fi nedescifrabilă de către oricine, cu excepția destinatarului, așa că există un număr mare de acestea, dar câteva exemple au devenit celebre și sunt listate în categoria codurilor și cifrelor istorice nedescifrate.